# The Hobbit (1977)
The Hobbit ist ein englischsprachiger Zeichentrickfilm aus dem Jahr 1977 nach dem gleichnamigen Buch von J. R. R. Tolkien.

## Handlung
In einem Loch im Boden – in einer komfortablen Hobbithöhle – da lebt ein Hobbit mit dem Namen Bilbo. Eines Tages wird dieser vom Zauberer Gandalf und dreizehn Zwergen aufgesucht und kurzerhand auf eine abenteuerliche Reise mitgenommen, deren Ziel es ist, einem Drachen dessen zusammengeraubten Schatz zu entreißen. Der Hobbit Bilbo soll bei diesem Abenteuer als Meisterdieb fungieren und somit die eigentliche Arbeit verrichten.
In einer verregneten Nacht entdecken die erschöpften Reisenden in der Wildnis, die sie durchstreifen, drei Trolle, die an einem Lagerfeuer sitzen. Gandalf ist gerade nicht zur Stelle, er hat sich von den anderen getrennt, und so hat Thorin das Kommando übernommen. Thorin beschließt, dass Bilbo nun seine Kunst unter Beweis stellen solle. Er soll den Trollen etwas von ihrem von den Zwergen für essbar befundenen Fleischvorrat stehlen. Bilbo schleicht sich an, wird aber von einem der Trolle erwischt. In Folge spüren die Trolle die sich noch versteckenden Zwerge auf und nehmen sie gefangen. In dieser Situation erscheint plötzlich Gandalf, der ausruft: „Die Dämmerung hol euch alle, und zu Stein sollt ihr werden“. Die Trolle können sich nur noch kurz umblicken und sehen, dass die Sonne soeben aufgeht, bevor sie alle drei zu Stein erstarren. Die Gefangenen sind gerettet. In der nahegelegenen Behausung der Trolle entdecken die Abenteurer einen kleinen Goldschatz, den sie sogleich verstecken, da sie ihn nicht auf die weitere Reise mitnehmen wollen. Nur einige wertvolle Schwerter nehmen sie mit.
Am Abend erreichen sie Rivendell, das versteckte Tal der Elben, in dem Elrond lebt, der sie zeitweilig aufnimmt. Sie berichten ihm von ihrem bisherigen Abenteuer und zeigen ihm dabei eine Karte, zu der auch ein Schlüssel gehört, beides hatte Gandalf einst von Thorins Vater erhalten. Die Karte zeigt den Berg, in dem der Drache, dem sie den Schatz entreißen wollen, haust. Einst war dessen Behausung eine Stadt der Zwerge, in der Thorins Vorfahren regierten. Doch dann kam der Drache Smaug und vertrieb sie. Elrond entdeckt nun auf der Karte eine Schrift, die bisher unentdeckt geblieben war, da sie nur bei Mondschein sichtbar ist. Elrond liest diese Schrift, die von einer geheimen Tür spricht vor. Sie lautet: „Steht bei dem grauen Stein, wenn die Drossel schlägt und der letzte Sonnenstrahl auf das Schlüsselloch fällt.“ Die Reise geht alsbald weiter.
In einer stürmischen Nacht suchen sie Schutz in einer Höhle, die sich aber als Zugang zum Reich der Goblins entpuppt. Die Zwerge und Bilbo werden von den Goblins gefangenen genommen, tief hinein in ihre Höhlen verschleppt und vor den Großen Goblin gebracht. Dort sollen sie verurteilt werden. Doch bevor ihnen etwas Schlimmeres geschieht, erlöschen plötzlich die Feuer, Gandalf taucht auf und schwingt sein hell leuchtendes Schwert, das er in der Behausung der Trolle gefunden hatte. Mit dem Schwert erschlägt Gandalf den Großen Goblin. Die Goblins fliehen in Panik. Die Zwerge sowie der kleine Bilbo, der von einem von ihnen auf dem Rücken getragen wird, flüchten, Gandalf folgend, durch die dunklen Höhlen. Plötzlich kann sich Bilbo nicht mehr auf dem Rücken Bomburs festhalten und stürzt in die Tiefe. Bilbo findet sich alsbald an den Ufern eines unterirdischen Sees wieder. Er entdeckt einen Ring, der auf dem Boden liegt, und nimmt ihn an sich. Aber Bilbo, der mit einer kleinen Klinge bewaffnet ist, ist nicht allein in dieser Höhle. Ein Wesen, das sich Gollum nennt, ist ebenfalls dort. Gollum verspricht, Bilbo den Weg hinaus zu zeigen, wenn er in einem Rätselwettkampf gewinnen sollte. Sollte er jedoch verlieren, so will Gollum ihn fressen. Gegenseitig stellen die beiden sich Rätselfragen und lösen sie. Als Bilbo dran ist, ein Rätsel zu stellen, greift er nachdenklich in seine Hosentasche und stellt Gollum die Frage „Was habe ich in meiner Hosentasche?“ Gollum kann die Frage nicht beantworten und rudert deshalb mit seinem Boot auf eine kleine Insel des unterirdischen Sees, auf der er sein Lager aufgeschlagen hat. Gollum stellt fest, dass sein magischer Ring nicht mehr dort ist und begreift sodann, was Bilbo in seiner Tasche hatte. Bilbo hat derweil den Ring übergestreift und dabei die magische Fähigkeit des Ringes entdeckt: Der Ring macht seinen Besitzer unsichtbar. Gollum begibt sich zum nächsten Ausgang und hofft Bilbo dort zu erwischen. Bilbo folgt Gollum, schafft es an ihm vorbeizukommen und entkommt damit aus den Höhlen. Bilbo trifft bald darauf seine Freunde wieder und gemeinsam setzen sie ihre Reise fort.
In der aufkommenden Nacht stürmen auf Wargen reitende Goblins herbei. Mit Hilfe von herangeeilten Riesenadlern können die Abenteurer abermals entkommen. Sie werden am Rande eines dunklen Waldes abgesetzt. Gandalf verlässt die Gruppe abermals, da er dringende Aufgaben hat. Auf dem Weg durch den Wald wird die Reisegruppe während der Nacht von Riesenspinnen überwältigt. Mit Hilfe von Bilbo und seinem Ring überstehen sie die Gefahr, werden aber kurz darauf von Waldelben gefangen genommen, die sie in den Palast des Waldelbenkönigs bringen. Der misstrauische König lässt sie in den Kerker werfen. Bilbo, der nicht gefangen genommen wurde, befreit die Zwerge aus ihren Zellen. Er lässt sie in leere Weinfässer kriechen, die von den Waldelben über einen Fluss entsorgt werden. Unbeschadet gelangen die Zwerge, verborgen in den Fässern, auf dem Fluss zu einem See. Im See liegt eine Insel mit einer Stadt, die von Menschen bewohnt wird. Einige der Menschen versorgen die Waldelben mit Wein. Diese Lieferanten des Weines haben ihre Fässer schon erwartet. Sie fischen diese aus dem Wasser und entdecken damit auch die Zwerge.
Bilbo und die Zwerge befinden sich nun am Fuß des Berges, in dem der Drache haust. Den Haupteingang zum Drachenhort wollen die Abenteurer nicht nutzen. Sie suchen stattdessen den Berg nach der verborgenen Tür ab, die ebenfalls in die Zwergenstadt beziehungsweise zum Hort des Drachen führen soll. Nach einer längeren Suche rasten sie auf einem kleinen Plateau. Bilbo beobachtet, während er seinen Reisebericht schreibt, nebenbei eine Drossel, die eine Schnecke aufpickt. Bilbo entsinnt sich der versteckten Schrift und entdeckt einen Felsen, durch den ein Loch geht. Die Sonne strahlt durch dieses Loch hindurch und markiert eine Stelle am Felsen. An dieser Stelle befindet sich das Schlüsselloch. Thorin schließt die Tür auf. Er schickt Bilbo in den Drachenhort, um den Schatz nun zu stehlen. Die Drossel folgt Bilbo, der durch den Tunnel zum Drachenhort gelangt. Bilbo streift den Ring über und glaubt damit vor dem Drachen verborgen zu sein, der jedoch einen guten Geruchssinn besitzt und sofort bemerkt, dass jemand in den Hort eingedrungen ist. Dennoch kann der Drache Bilbos Position nicht genau ausmachen. Er spricht Bilbo an, der mit ihm ein Gespräch beginnt. Während des Gesprächs entdeckt Bilbo eine stark beschädigte Stelle an Smaugs Drachenpanzer, was Bilbo auch laut äußert. Die Drossel, die Bilbo gefolgt ist, vernimmt dies. Bilbo verlässt nach diesem Gespräch mit einem entwendeten Pokal den Hort durch den Tunnel. Smaug ist erzürnt und verlässt ebenfalls seinen Unterschlupf. Er entdeckt von außen die geöffnete Hintertür. Kurz nachdem die Zwerge und Bilbo sich in den Tunnel geflüchtet haben, zerstört Smaug diesen Zugang. Bilbo schickt nun die Drossel zu Bard, einen der Menschen, der in der Seestadt wohnt. Smaug greift die Stadt an. Bard, der von der Drossel über Smaugs schwache Stelle unterrichtet wurde, schafft es, mit seinem Bogen die Stelle zu treffen. Smaug ist auf der Stelle tot und stürzt in die Tiefe des Sees.
Die Zwerge entdecken im Berg das von Smaug zusammengeraffte Gold. Bard und der Waldelbenkönig rücken bald darauf mit einer Armee an. Sie beanspruchen einen Anteil am Schatz, denn ihre Leute haben lange unter Smaug zu leiden gehabt. Die Zwerge wollen aber nichts vom Schatz abgeben und ihren Anspruch mit Waffengewalt durchsetzen. In dieser Situation kommt Gandalf herangeeilt und informiert die Heerführer darüber, dass eine große Goblinarmee auf dem Vormarsch ist. Die Heerführer legen ihren Streit bei und verteidigen sich nun gemeinsam gegen die angreifenden Goblins. Kurz vor einer Niederlage treffen die Adler ein und wenden das Blatt. Die Goblins werden vernichtend geschlagen. Viele sind jedoch gefallen, unter ihnen auch Thorin.
Bilbo kehrt, von Gandalf begleitet, mit einem kleinen Anteil des Schatzes zurück in seine Heimat. Er lebt nun wieder in seiner Hobbithöhle. Die Geschichte des erlebten Abenteuers hat er in einem kleinen Buch niedergeschrieben, dem er den Titel There and Back Again gibt. Den Ring verwahrt er als Souvenir unter einem Glaskasten auf dem Kaminsims.

## Hintergrund
Der Film wurde von Rankin/Bass Productions produziert und durch das japanische Studio Topcraft animiert, aus dem später Studio Ghibli hervorging. Die Produktion kostete ungefähr 3 Millionen US-Dollar.
Regisseur und Produzent Arthur Rankin Jr. erklärte in einem Interview, dass „es kein Material im Film geben werde, das nicht in der Buchvorlage Tolkiens vorkomme“. Dennoch wurde vieles im Vergleich zur Vorlage gestrafft und damit verändert. Trotz der gerafften Darstellung der Geschichte enthält der Film noch viele Details aus Tolkiens Büchern, so beispielsweise auch Tolkiens gezeichnete Originalkarten. Bei der zeichnerischen Gestaltung ließ sich Arthur Rankin, Jr überdies hinaus von den Illustrationen von Arthur Rackham inspirieren. Im Gegensatz zu Ralph Bakshis Verfilmung Der Herr der Ringe, die sich an ein erwachseneres Publikum wendete, wurde im Film The Hobbit das Blutvergießen offensichtlich dezenter dargestellt.
Erstmals war der Film am 27. November 1977, im Fernsehen der USA, auf dem Fernsehsender NBC, zu sehen. Am 15. Juli 1978 hatte der Film seine Premiere in Japan. In Brasilien erschien der Film unter dem Namen O Hobbit. Der Film wurde 1978 für den Hugo Award for Best Dramatic Presentation nominiert, verlor jedoch gegen Krieg der Sterne. Arthur Rankin Jr. und Jules Bass gewannen den Peabody Award. 1980 veröffentlichten Rankin/Bass Productions eine Fortsetzung des Hobbit-Filmes namens The Return of the King.
Anfang der 1980er Jahre brachten Sony und ABC Video Enterprises den Film auf VHS heraus. 1991 und 2001 wurde der Film nochmals von Warner Bros. (als Warner Home Video sowie Warner Bros. Family Entertainment) auf VHS herausgebracht. Später wurde der Film, zusammen mit den Filmen Der Herr der Ringe und The Return of the King, von Warner Bros. auch auf DVD vertrieben. Bisher wurde der Film nicht ins Deutsche übersetzt und war somit auch nicht im deutschen Fernsehen zu sehen. Mittlerweile wurde eine Neuverfilmung des Hobbits als Filmtrilogie umgesetzt. Der erste Teil, Der Hobbit – Eine unerwartete Reise kam im Dezember 2012 in die Kinos. Peter Jackson führt bei diesem Dreiteiler Regie.

## Kritik
John J. O’Connor schrieb wenige Tage vor der Erstausstrahlung des Filmes in der New York Times:

„Die ‚Rankin und Bass Produktion‘ hat nun den Hobbit vorsichtig in einen […] Film übertragen. […] Das Resultat ist merkwürdig vielseitig. aber gefüllt mit netten wirkungsvollen Momenten. […] Die Zeichnungen vermitteln häufig eine starke Ähnlichkeit zu tolkienfremden Charakteren. Die Zwerge schauen verdächtig nach Schneewittchens ältergewordenen Freunden aus. Die Goblins könnten aus einem Buch von Maurice Sendak entsprungen sein. Aber […] der Drache und Gollum der Rätselliebhaber vermitteln clevererweise einen Touch des Originals. […] Jenseits der Fehler – Diese Fernsehfassung des Hobbits gewährleistet Aufmerksamkeit.“